# Capitão Fantástico
Captain Fantastic (prt/bra: Capitão Fantástico) é um filme de comédia dramática estadunidense de 2016 dirigido e escrito por Matt Ross. Estrelado por Viggo Mortensen, conta a história de uma família forçada a se reintegrar na sociedade após uma década isolados.
Estreou no Festival de Cinema de Sundance em 23 de janeiro de 2016. Além disso, participou da sessão Un certain regard no Festival de Cannes 2016.

## Elenco
- Viggo Mortensen - Ben Cash
- George MacKay - Bodevan "Bo" Cash
- Samantha Isler - Kielyr Cash
- Annalise Basso - Vespyr Cash
- Nicholas Hamilton - Rellian Cash
- Shree Crooks - Zaja Cash
- Charlie Shotwell - Nai Cash
- Kathryn Hahn - Harper
- Trin Miller - Leslie Abigail Cash
- Steve Zahn - Dave
- Elijah Stevenson - Justin
- Teddy Van Ee - Jackson
- Erin Moriarty - Claire
- Missi Pyle - Ellen
- Frank Langella - Jack
- Ann Dowd - Abigail

## Enredo
Ben Cash, sua esposa Leslie e seus seis filhos vivem no deserto de Washington. Ben e Leslie são ex-ativistas anarquistas de esquerda que, desiludidos com o capitalismo e a vida americana, escolheram incutir habilidades de sobrevivência, política de esquerda e filosofia em seus filhos - educando-os a pensar criticamente, treinando-os para serem autossuficientes, fisicamente em forma e atléticos, guiando-os sem tecnologia, demonstrando a beleza de conviver com a natureza e comemorando o aniversário de Noam Chomsky em vez do Natal.
Leslie é hospitalizada por transtorno bipolar e, eventualmente, morre em decorrência de um suicídio. Ben descobre que o pai de Leslie, Jack, planeja realizar um funeral e enterro tradicional, mesmo que Leslie desejasse ser cremada. Eles discutem por telefone e Jack ameaça prender Ben se ele comparecer ao funeral. Inicialmente, ele decide não ir e impede que seus filhos o façam, mas depois muda de ideia, levando-os a uma viagem pela vida fora do deserto.
A família fica brevemente na casa de sua irmã, Harper. Ela e o marido tentam convencer Ben de que seus filhos deveriam frequentar a escola para receber uma educação convencional; Ben mostra que seus filhos são mais instruídos que os filhos de Harper. Ben chega ao funeral de Leslie com seus filhos e lê sua vontade, o que instrui sua família a crema-la e jogar as cinzas no vaso sanitário. Em resposta, Jack remove Ben à força.
Os filhos de Ben também começam a duvidar do pai e de suas habilidades parentais. Seu filho Rellian acusa Ben de não tratar a saúde mental de Leslie. Seu filho Bodevan acusa seu pai de não equipá-los para o mundo real, preparando-os para um despertar rude quando crescem e mostra a ele cartas de aceitação de faculdades das escolas da Ivy League para as quais Leslie o ajudou a se inscrever. Rellian quer morar com seus avós, que querem tomar a custódia dele. Quando a filha de Ben, Vespyr, tenta subir em uma janela para "libertar" Rellian dos avós, ela cai do telhado e evita por pouco quebrar o pescoço. Ben, chocado e culpado, permite que Jack leve seus filhos. Embora tenham se ligado aos avós, as crianças decidem seguir Ben novamente quando ele se afasta.
As crianças honram o desejo de Leslie e convencem Ben a ajudá-los, exumando seu cadáver, queimando-o em uma pira feita por eles mesmos e jogando suas cinzas no banheiro do aeroporto, como era de sua vontade. Bodevan então deixa a família para viajar pela Namíbia, enquanto o resto se instala em uma fazenda. A cena final mostra a família em volta da mesa da cozinha com o pai, esperando o ônibus da escola chegar.

## Produção
A ideia do filme começou, para Matt Ross, quando ele começou a questionar as escolhas que ele e sua esposa estavam fazendo como pais. A partir daí, ele se perguntou o que aconteceria se estivesse "completamente presente" na vida de seus filhos, observando que a tecnologia moderna tornara isso difícil. Ao fazer o filme, Ross também tirou trechos autobiográficos de sua própria vida, sendo criado enquanto criança no que ele chama de "comunidades de um modo de vida alternativo".
Viggo Mortensen entrou para o elenco em fevereiro de 2014. Em junho, foi anunciado que George MacKay, Annalize Basso, Samantha Isler, Nicholas Hamilton, Shree Crooks e o novato Charlie Shotwell também haviam sido escalados. Grande parte do restante do elenco se juntou em julho e agosto.
As filmagens começaram em julho de 2014, no oeste de Washington, com fotografias adicionais em Portland, Oregon.

## Prêmios e indicações
| Lista de prêmios e indicações                    | Lista de prêmios e indicações | Lista de prêmios e indicações | Lista de prêmios e indicações | Lista de prêmios e indicações |
| Premiação                                        | Categoria                     | Indicação                     | Resultado                     |                               |
| ------------------------------------------------ | ----------------------------- | ----------------------------- | ----------------------------- | ----------------------------- |
| Festival Internacional de Cinema de Bucheon      | Save Earth                    | Captain Fantastic             | Venceu                        |                               |
| Festival de Cannes                               |                               |                               |                               |                               |
| Melhor diretor                                   | Matt Ross                     | Venceu                        |                               |                               |
| Un certain regard                                | Captain Fantastic             | Indicado                      |                               |                               |
| Critics' Choice Awards                           | Melhor ator em comédia        | Viggo Mortensen               | Pendente                      |                               |
| Festival de Cinema Americano de Deauville        |                               |                               |                               |                               |
| Audience Award                                   | Captain Fantastic             | Pendente                      |                               |                               |
| Jury Prize                                       | Captain Fantastic             | Pendente                      |                               |                               |
| Grand Prix                                       | Captain Fantastic             | Indicado                      |                               |                               |
| Evening Standard British Film Awards             | Melhor ator coadjuvante       | George MacKay                 | Pendente                      |                               |
| Independent Spirit Awards                        | Melhor papel masculino        | Viggo Mortensen               | Pendente                      |                               |
| Festival Internacional de Cinema de Karlovy Vary | Audience Award                | Captain Fantastic             | Venceu                        |                               |
| Festival de Cinema de Nantucket                  | Audience Award                | Captain Fantastic             | 2º                            |                               |
| Festival de Cinema de Roma                       | BNL People's Choice Award     | Captain Fantastic             | Venceu                        |                               |
| Satellite Awards                                 | Melhor filme                  | Captain Fantastic             | Pendente                      |                               |
| Satellite Awards                                 | Melhor ator                   | Viggo Mortensen               | Pendente                      |                               |
| Satellite Awards                                 | Melhor roteiro original       | Matt Ross                     | Pendente                      |                               |
| Satellite Awards                                 | Melhor design                 | Courtney Hoffman              | Pendente                      |                               |
| Festival Internacional de Cinema de Seattle      | Melhor filme                  | Captain Fantastic             | Venceu                        |                               |
| Oscar                                            | Melhor Ator                   | Viggo Mortensen               | Indicado                      |                               |